# 81ª Mostra internazionale d'arte cinematografica di Venezia
La 81ª edizione della Mostra internazionale d'arte cinematografica si è tenuta al Lido di Venezia dal 28 agosto al 7 settembre 2024, diretta da Alberto Barbera e organizzata dalla Biennale presieduta da Pietrangelo Buttafuoco. È stata inaugurata da Beetlejuice Beetlejuice di Tim Burton e chiusa da L'orto americano di Pupi Avati.
La giuria internazionale, presieduta dall'attrice francese Isabelle Huppert, ha assegnato il Leone d'oro allo spagnolo La stanza accanto di Pedro Almodóvar.

## Giurie
Le seguenti persone hanno fatto parte delle giurie delle varie sezioni della Mostra:

### Concorso principale
- Isabelle Huppert, attrice (Francia) - Presidente di Giuria[4]
- James Gray, regista e sceneggiatore (USA)
- Andrew Haigh, regista e sceneggiatore (Regno Unito)
- Agnieszka Holland, regista, sceneggiatrice e produttrice (Polonia)
- Kleber Mendonça Filho, regista e sceneggiatore (Brasile)
- Abderrahmane Sissako, regista, sceneggiatore e produttore (Mauritania)
- Giuseppe Tornatore, regista e sceneggiatore (Italia)
- Julia von Heinz, regista e sceneggiatrice (Germania)
- Zhang Ziyi, attrice (Cina)[5]

### Orizzonti
- Debra Granik, regista e sceneggiatrice (USA) - Presidente di Giuria
- Ali Asgari, regista e sceneggiatore (Iran)
- Sudad Ka'dan, regista, sceneggiatrice, montatrice e produttrice (Siria)
- Chrīstos Nikou, regista e sceneggiatore (Grecia)
- Tuva Novotny, attrice (Svezia)
- Gábor Reisz, regista (Ungheria)
- Valia Santella, sceneggiatrice e regista (Italia)

### Venezia Opera Prima - Luigi De Laurentiis
- Gianni Canova, critico cinematografico (Italia)
- Ricky D'Ambrose, regista e sceneggiatore (Stati Uniti d'America)
- Bárbara Paz, attrice (Brasile)
- Taylor Russell, attrice e modella (Canada)
- Jacob Wong, direttore del festival del cinema di Hong Kong (Cina)

### Venezia Classici
- Renato De Maria, regista e sceneggiatore (Italia)[6]

## Sezioni principali

### In concorso
- Ap'rili, regia di Dea K'ulumbegashvili (Georgia, Francia, Italia)
- Babygirl, regia di Halina Reijn (Stati Uniti d'America)
- The Brutalist, regia di Brady Corbet (Stati Uniti d'America)
- Campo di battaglia, regia di Gianni Amelio (Italia)
- Diva Futura, regia di Giulia Louise Steigerwalt (Italia)
- Harvest, regia di Athīna Rachīl Tsaggarī (Regno Unito, Stati Uniti d'America, Germania, Grecia, Francia)
- Iddu - L'ultimo padrino, regia di Fabio Grassadonia e Antonio Piazza (Italia, Francia)
- Io sono ancora qui (Ainda estou aqui), regia di Walter Salles (Brasile, Francia)
- El jockey, regia di Luis Ortega (Argentina, Spagna, Messico, Danimarca)
- Joker: Folie à Deux, regia di Todd Phillips (Stati Uniti d'America)
- Love (Kjærlighet), regia di Dag Johan Haugerud (Norvegia)
- Leurs enfants après eux, regia di Ludovic e Zoran Boukherma (Francia)
- Maria, regia di Pablo Larraín (Cile, Italia, Germania)
- Noi e loro (Jouer avec le feu), regia di Delphine e Muriel Coulin (Francia)
- The Order, regia di Justin Kurzel (Stati Uniti d'America)
- Queer, regia di Luca Guadagnino (Italia, Stati Uniti d'America)
- Qīngchūn: Guī, regia di Wang Bing (Francia, Lussemburgo, Paesi Bassi)
- La stanza accanto (The Room Next Door), regia di Pedro Almodóvar (Spagna)
- Stranger Eyes - Sguardi nascosti (Mò shì lù), regia di Yeo Siew Hua (Singapore, Taiwan, Francia, Stati Uniti d'America)
- Tre amiche (Trois Amies), regia di Emmanuel Mouret (Francia)
- Vermiglio, regia di Maura Delpero (Italia, Francia, Belgio)

### Fuori concorso

#### Fiction
- Baby Invasion, regia di Harmony Korine (Stati Uniti d'America)
- Beetlejuice Beetlejuice, regia di Tim Burton (Stati Uniti d'America) - film d'apertura
- Broken Rage, regia di Takeshi Kitano (Giappone)
- Cloud, regia di Kiyoshi Kurosawa (Giappone)
- Finalement - Storia di una tromba che si innamora di un pianoforte (Finalement), regia di Claude Lelouch (Francia)
- Horizon: An American Saga - Capitolo 2 (Horizon: An American Saga - Chapter 2), regia di Kevin Costner (Stati Uniti d'America)
- Maldoror, regia di Fabrice Du Welz (Belgio, Francia)
- L'orto americano, regia di Pupi Avati (Italia) - film di chiusura
- Phantosmia, regia di Lav Diaz (Filippine)
- Il tempo che ci vuole, regia di Francesca Comencini (Italia, Francia)
- Wolfs - Lupi solitari (Wolfs), regia di Jon Watts (Stati Uniti d'America)

#### Non fiction
- 2073, regia di Asif Kapadia (Regno Unito, Stati Uniti d'America)
- Apocalipse nos tropicos, regia di Petra Costa (Brasile)
- Bestiari, erbari, lapidari, regia di Massimo D'Anolfi e Martina Parenti (Italia)
- Israel Palestina på svensk TV 1958-1989, regia di Göran Hugo Olsson (Svezia, Danimarca)
- One to One: John & Yoko, regia di Kevin Macdonald e Sam Rice-Edwards (Regno Unito, Stati Uniti d'America)
- Riefenstahl, regia di Andres Veiel (Germania)
- Russian At War, regia di Anastasia Trofimova (Canada, Francia)
- Separated, regia di Errol Morris (Stati Uniti d'America)
- Songs of Slow Burning Earth, regia di Olha Zhurba (Ucraina, Danimarca)
- Things We Said Today, regia di Andrei Ujică (Romania)
- Why War?, regia di Amos Gitai (Israele)

#### Cortometraggi
- Allégorie citadine, regia di Alice Rohrwacher e JR (Italia, Francia)
- Beauty Is Not a Sin, regia di Nicolas Winding Refn (Italia, Danimarca)
- Se posso permettermi - Capitolo II, regia di Marco Bellocchio (Italia)

#### Serie TV
- Dieci capodanni (Los años nuevos), regia di Rodrigo Sorogoyen – serie TV, 10 episodi (Spagna)
- Disclaimer - La vita perfetta, regia di Alfonso Cuarón – miniserie TV, 7 puntate (Stati Uniti d'America, Messico)
- Familier som vores, regia di Thomas Vinterberg – miniserie TV, 7 puntate (Danimarca, Svezia, Regno Unito)
- Leopardi - Il poeta dell'infinito, regia di Sergio Rubini – miniserie TV, 2 puntate (Italia)
- M - Il figlio del secolo, regia di Joe Wright – serie TV, 8 episodi (Italia)

### Orizzonti

#### Lungometraggi
- Al klavim veanashim, regia di Dani Rosenberg (Israele, Italia)
- Anul Nou care n-a fost, regia di Bogdan Mureşanu (Romania)
- L'Attachement, regia di Carine Tardieu (Francia)
- Carissa, regia di Devon Delmar e Jason Jacobs (Sudafrica)
- Diciannove, regia di Giovanni Tortorici (Italia)
- Familia, regia di Francesco Costabile (Italia)
- Familiar Touch, regia di Sarah Friedland (Stati Uniti d'America)
- Happyend, regia di Neo Sora (Giappone)
- Happy Holidays (Yinʿād ʿalēkom), regia di Iskandar Qubti (Palestina, Germania, Francia, Italia)
- Hemme'nin öldüğü günlerden biri, regia di Murat Fıratoğlu (Turchia)
- Marco, regia di Jon Garaño e Aitor Arregi (Spagna)
- Mistress Dispeller, regia di Elizabeth Lo (Stati Uniti d'America)
- Mon Inséparable, regia di Anne-Sophie Bailly (Francia)
- Nonostante, regia di Valerio Mastandrea (Italia) - film d'apertura
- Pavements, regia di Alex Ross Perry (Stati Uniti d'America)
- Pooja, Sir, regia di Deepak Rauniyar (Nepal)
- Una sconosciuta a Tunisi (ʿĀʾisha), regia di Mehdi Barsaoui (Francia, Tunisia)
- Quiet Life, regia di Alexandros Avranas (Germania, Francia, Svezia, Estonia, Grecia)
- Wishing on a Star, regia di Péter Kerekes (Italia, Austria, Repubblica Ceca, Slovacchia)

#### Cortometraggi in concorso
- Il burattino e la balena, regia di Roberto Catani (Francia, Italia)
- Dúyào māo, regia di Tian Guan (Cina)
- James, regia di Andres Rodríguez (Guatemala, Messico)
- Marion, regia di Joe Weiland e Finn Constantine (Francia, Regno Unito)
- Minha mãe é uma vaca, regia di Moara Passoni (Brasile)
- Moon Lake, regia di Jeannie Sui Wonders (Stati Uniti d'America)
- Neredeyse kesinlikle yanlış, regia di Cansu Baydar (Turchia)
- Nime bāz, nime baste, regia di Atefeh Jalali (Iran)
- O, regia di Rúnar Rúnarsson (Islanda, Svezia)
- René va alla guerra, regia di Mariachiara Pernisa, Luca Ferri e Morgan Menegazzo (Italia, Slovenia)
- Shadows, regia di Rand Beiruty (Francia, Giordania)
- Three Keenings, regia di Oliver McGoldrick (Regno Unito, Irlanda, Stati Uniti d'America)
- Who Loves The Sun, regia di Arshia Shakiba (Canada)[7]
- F II - Lo stupore del mondo, regia di Alessandro Rak (Italia) - fuori concorso

#### Orizzonti Extra
- After Party, regia di Vojtěch Strakatý (Repubblica Ceca)
- Al bahs an manfaz i khoroug al sayed Rambo, regia di Khaled Mansour (Egitto, Arabia Saudita)
- Gecenin Kıyısı, regia di Türker Süer (Germania, Turchia)
- King Ivory, regia di John Swab (Stati Uniti d'America)
- Le Mohican, regia di Frédéric Farrucci (Francia)
- September 5, regia di Tim Fehlbaum (Germania) - film d'apertura della sezione
- La storia del Frank e della Nina, regia di Paola Randi (Italia)
- La testimone - Shahed (Šāhed), regia di Nader Sayevar (Germania, Austria)
- Vittoria, regia di Alessandro Cassigoli e Casey Kauffman (Italia)

### Venezia Classici
- La calda amante (La Peau douce), regia di François Truffaut (Francia, 1964)
- La casa degli amori particolari (Manji), regia di Yasuzō Masumura (Giappone, 1964)
- Ecce bombo, regia di Nanni Moretti (Italia, 1978)
- Ghaṭaśrād'dha, regia di Girish Kasaravalli (India, 1977)
- Giochi proibiti (Jeux interdits), regia di René Clément (Francia, 1952)
- Goldflocken, regia di Werner Schroeter (Germania Ovest, Francia, 1976)
- Il grande caldo (The Big Heat), regia di Fritz Lang (Stati Uniti d'America, 1953)
- A hora e a vez de Augusto Matraga, regia di Roberto Santos (Brasile, 1965)
- Là dove scende il fiume (Bend of the River), regia di Anthony Mann (Stati Uniti d'America, 1952)
- Il Mahabharata (The Mahabharata), regia di Peter Brook (Francia, Regno Unito, 1989)
- Model, regia di Frederick Wiseman (Stati Uniti d'America, 1980)
- La notte, regia di Michelangelo Antonioni (Italia, Francia, 1961)
- L'oro di Napoli, regia di Vittorio De Sica (Italia, 1954)  - film di pre-apertura[8]
- Pusher - L'inizio (Pusher), regia di Nicolas Winding Refn (Danimarca, 1996)
- Sangue e arena (Blood and Sand), regia di Rouben Mamoulian (Stati Uniti d'America, 1941)
- La signora del venerdì (His Girl Friday), regia di Howard Hawks (Stati Uniti d'America, 1940)
- Tōkyō sensō sengo hiwa, regia di Nagisa Ōshima (Giappone, 1970)
- Travolti da un insolito destino nell'azzurro mare d'agosto, regia di Lina Wertmüller (Italia, 1974)[6]

### Venezia Final Cut (Final Cut in Venice)
Final Cut in Venice è il programma del festival che dal 2013 sostiene la post produzione di film provenienti da paesi africani e mediorientali. Per la dodicesima edizione di Final Cut in Venice sono stati selezionati i seguenti sette film in lavorazione:

#### Fiction
- Aisha Can’t Fly Away (Aisha la tastaea al tayran), regia di Morad Mostafa (Egitto, Tunisia, Arabia Saudita, Qatar, Francia)
- In This Darkness I See You, regia di Nadim Tabet (Libano, Francia, Qatar, Arabia Saudita)
- My Father’s Scent, regia di Mohamed Siam (Egitto, Norvegia, Arabia Saudita, Qatar, Francia)
- The Prophet (O Profeta), regia di Ique Langa (Mozambico, Sudafrica)

#### Docu-Fiction
- Ancestral Visions of the Future, regia di Lemohang Jeremiah Mosese (Francia, Germania, Lesotho)
- Your Daughter, regia di Sara Shazli (Egitto)

#### Documentari
- Those Who Watch Over (Ceux qui veillent), regia di Karima Saidi (Belgio, Francia, Qatar)

## Sezioni autonome e parallele

### Settimana internazionale della critica

#### In concorso
- Anywhere Anytime, regia di Milad Tangshir (Italia)
- Homegrown, regia di Michael Premo (Stati Uniti d'America)
- Muʿaṭṭar binanā, regia di Muhammed Hamdy (Egitto, Francia, Tunisia)
- Mưa trên cánh bướm, regia di Dương Diệu Linh (Vietnam, Singapore, Filippine, Indonesia)
- No Sleep Till, regia di Alexandra Simpson (Stati Uniti d'America)
- Paul & Paulette Take a Bath, regia di Jethro Massey (Regno Unito)
- Peacock, regia di Bernhard Wenger (Austria, Germania)

#### Fuori concorso
- Little Jaffna, regia di Lawrence Valin (Francia) - film di chiusura
- Planète B, regia di Aude Léa Rapin (Francia, Belgio) - film d'apertura

#### Cortometraggi in concorso
- At Least I Will Be 8 294 400 Pixel, regia di Marco Talarico (Italia)
- Billi il cowboy, regia di Fede Gianni (Italia)
- Nero argento, regia di Francesco Manzato (Italia)
- Phantom, regia di Gabriele Manzoni (Italia)
- Playing God, regia di Matteo Burani (Italia, Francia)
- Sans Dieu, regia di Alessandro Rocca (Italia)
- Things That My Best Friend Lost, regia di Marta Innocenti (Italia)

#### Cortometraggi fuori concorso
- Dark Globe, regia di Donato Sansone (Italia, Francia) - cortometraggio d'apertura
- Domenica sera, regia di Matteo Tortone (Italia) - cortometraggio di chiusura
- The Eggregores' Theory, regia di Andrea Gatopoulos (Italia) - cortometraggio d'apertura

### Giornate degli autori

#### In concorso
- Alpha, regia di Jan-Willem van Ewijk (Paesi Bassi, Svizzera, Slovenia)
- Antikvariati, regia di Rusudan Glurjidze (Georgia, Svizzera, Finlandia, Germania)
- Boomerang, regia di Shahab Fotouhi (Iran, Germania)
- Manas, regia di Marianna Brennand (Brasile, Portogallo)
- Sanatorium Under the Sign of the Hourglass, regia di Stephen e Timothy Quay (Regno Unito, Polonia, Germania)
- Selon Joy, regia di Camille Lugan (Francia)
- Sugar Island, regia di Johanné Gómez Terrero (Repubblica Dominicana, Spagna)
- Super Happy Forever, regia di Kohei Igarashi (Giappone, Francia)
- Taxi Monamour, regia di Ciro De Caro (Italia)
- Yī pǐ báimǎ de rè mèng, regia di Xiaoxuan Jiang (Malesia, Hong Kong, Stati Uniti d'America, Corea del Sud, Giappone)

#### Fuori concorso
- Basileia, regia di Isabella Torre (Italia, Svezia, Danimarca) - film di chiusura

#### Eventi speciali
- Alma del desierto, regia di Mónica Taboada-Tapia (Colombia, Brasile)
- Coppia aperta, quasi spalancata, regia di Federica Di Giacomo (Italia) - film di apertura
- Kora, regia di Cláudia Varejão – cortometraggio (Portogallo)
- Mogućnost raja, regia di Mladen Kovačević (Serbia)
- Peaches Goes Bananas, regia di Marie Loisier – documentario (Francia, Belgio)
- Soudan, souviens-toi, regia di Hind Meddeb – documentario (Francia, Tunisia, Italia)

#### Miu Miu Women's Tales
- #27. I Am the Beauty of Your Beauty, I Am the Fear of Your Fear, regia di Tan Chui Mui – cortometraggio (Malesia, Italia)
- #28. El affaire Miu Miu, regia di Laura Citarella – cortometraggio (Argentina, Italia)

#### Notti veneziane
- Bosco Grande, regia di Giuseppe Schillaci (Francia, Italia)
- Desert Suite, regia di Fabrizio Ferraro (Italia)
- A Man Fell, regia di Giovanni C. Lorusso (Italia, Libano, Francia)
- L'occhio della gallina, regia di Antonietta De Lillo (Italia)
- Quasi a casa, regia di Carolina Pavone (Italia)
- La scommessa - Una notte in corsia, regia di Giovanni Dota (Italia)
- Sempre, regia di Luciana Fina – documentario (Portogallo)
- Tenga duro signorina! Isabella Ducrot Unlimited, regia di Monica Stambrini – documentario (Italia)
- Vakhim, regia di Francesca Pirani (Italia)

## Premi

### Premi della selezione ufficiale
Le quattro giurie internazionali dell'edizione, più gli spettatori della sezioni Orizzonti Extra, hanno assegnato i seguenti premi:

#### Concorso
- Leone d'oro al miglior film: La stanza accanto (The Room Next Door), regia di Pedro Almodóvar
- Leone d'argento - Gran premio della giuria: Vermiglio, regia di Maura Delpero
- Leone d'argento - Premio speciale per la regia: Brady Corbet per The Brutalist
- Coppa Volpi per la migliore interpretazione maschile: Vincent Lindon per Noi e loro (Jouer avec le feu)
- Coppa Volpi per la migliore interpretazione femminile: Nicole Kidman per Babygirl
- Premio Osella per la migliore sceneggiatura: Murilo Hauser ed Heitor Lorega per  Io sono ancora qui (Ainda estou aqui)
- Premio speciale della giuria: Ap'rili, regia di Dea K'ulumbegashvili
- Premio Marcello Mastroianni: Paul Kircher per  Leurs enfants après eux

#### Orizzonti
- Premio Orizzonti per il miglior film: Anul Nou care n-a fost, regia di Bogdan Mureşanu
- Premio Orizzonti per la miglior regia: Sarah Friedland per Familiar Touch
- Premio speciale della giuria: Hemme'nin öldüğü günlerden biri, regia di Murat Fıratoğlu
- Premio Orizzonti per la miglior interpretazione femminile: Kathleen Chalfant per Familiar Touch
- Premio Orizzonti per la miglior interpretazione maschile: Francesco Gheghi per Familia
- Premio Orizzonti per la miglior sceneggiatura: Iskandar Qubti per Happy Holidays (Yinʿād ʿalēkom)
- Premio Orizzonti per il miglior cortometraggio: Who Loves The Sun, regia di Arshia Shakiba

#### Leone del futuro - Premio Venezia opera prima "Luigi De Laurentiis"
- Familiar Touch, regia di Sarah Friedland

#### Orizzonti Extra, Premio degli spettatori - Armani Beauty
- La testimone - Shahed (Šāhed), regia di Nader Sayevar

#### Venezia Classici
- Premio al miglior film restaurato: Ecce bombo, regia di Nanni Moretti (Italia, 1978)
- Premio al miglior documentario sul cinema: Chain Reactions, regia di Alexandre O. Philippe

### Premi collaterali
Altre organizzazioni esterne hanno assegnato i seguenti premi, in ordine alfabetico:
- Premio FIPRESCI: 
  - Concorso: The Brutalist, regia di Brady Corbet
  - Orizzonti e sezioni parallele: Anul Nou care n-a fost, regia di Bogdan Mureşanu[10]
- Premio Pasinetti: Iddu - L'ultimo padrino, regia di Fabio Grassadonia e Antonio Piazza[10]
- Green Drop Award: Vermiglio, regia di Maura Delpero e Io sono ancora qui (Ainda estou aqui), regia di Walter Salles[10]
- Queer Lion: Alma del desierto, regia di Mónica Taboada-Tapia[10]
- Premio Jaeger-LeCoultre Glory to the Filmmaker: Claude Lelouch

- Arca CinemaGiovani:
  - Miglior film: The Brutalist, regia di Brady Corbet
  - Miglior film italiano: Vittoria, regia di Alessandro Cassigoli e Casey Kauffman[10]
- Premio Bianchi (SNGCI): Nanni Moretti[10]
- Premio Brian (UAAR): La stanza accanto (The Room Next Door), regia di Pedro Almodóvar[10]
- Fundacion Casa Wabi - Mantarraya Award: Sarah Friedland[10]
- Premio Autrici Under 40 "Valentina Pedicini" (Venezia a Napoli. Il cinema esteso):
  - Miglior regista: Anne-Sophie Bailly per Mon Inséparable e Elizabeth Lo per Mistress Dispeller -ex aequo[10]
  - Menzione speciale per la regia e la sceneggiatura: Xiaoxuan Jiang per Yī pǐ báimǎ de rè mèng[10]
- Premio CICT - UNESCO "Enrico Fulchignoni" - Medaglia Fellini 2024: The fisherman, regia di Zoey Martinson[10]
- Premio Cinema & Arts (Kalambur Teatro / Ateatro / Accademia Eleonora Duse): Riefenstahl, regia di Andres Veiel e Paul & Paulette Take a Bath, regia di Jethro Massey-ex aequo[10]
  - Menzione speciale per il miglior artista multi-disciplinare: Stephen e Timothy Quay[10]
- Premio CinemaSarà (Cineteca Italiana): The Brutalist, regia di Brady Corbet
  - Menzione speciale: El jockey, regia di Luis Ortega[10]
- Premio Civitas (Civitas Foundation ETS):
- Premio Edipo Re (Edipo Re Srl Sociale / Università degli Studi di Padova / Università Ca’ Foscari): El jockey, regia di Luis Ortega
  - Menzione speciale: Sugar Island, regia di Johanné Gómez Terrero
  - Premio giuria giovani di Ca' Foscari: Sugar Island, regia di Johanné Gómez Terrero [10]
- Premio Fondazione FAI Persona Lavoro Ambiente: Peacock, regia di Bernhard Wenger
  - Menzione speciale sul tema del lavoro: Sugar Island, regia di Johanné Gómez Terrero
  - Menzione speciale sul tema dell'ambiente sociale: Le Mohican, regia di Frédéric Farrucci [10]
- Premio Fanheart3:
  - Graffetta d'oro al miglior film: Beetlejuice Beetlejuice, regia di Tim Burton[10]
  - Nave d'argento alla migliore OTP: ai personaggi di Wolfs - Lupi solitari (Wolfs), regia di Jon Watts[10]
- Premio FEDIC: Vittoria, regia di Alessandro Cassigoli e Casey Kauffman[10]
  - Menzione speciale: Familia, regia di Francesco Costabile[10]
  - Menzione speciale per il miglior cortometraggio: Playing God, regia di Matteo Burani[10]
- ImpACT Award (Think-impact Production): Noi e loro (Jouer avec le feu), regia di Delphine e Muriel Coulin[10]
- Premio Lanterna Magica (CGS): La storia del Frank e della Nina, regia di Paola Randi[10]
- Leoncino d'oro (Agiscuola/UNICEF): Noi e loro (Jouer avec le feu), regia di Delphine e Muriel Coulin[10]
  - Segnalazione Cinema For Unicef: Familia, regia di Francesco Costabile[11]
- Premio Lizzani (ANAC): Iddu - L'ultimo padrino, regia di Fabio Grassadonia e Antonio Piazza[10]
- Premio NuovoImaie Talent Award (IMAIE / SNGCI / SNCCI): 
  - Miglior attrice esordiente: Tecla Insolia per Familia e Martina Scrinzi per Vermiglio [10]
- Premio La Pellicola d'Oro (Associazione Culturale S.A.S.):
  - Miglior sarta di scena: Antonella Bachini per Campo di battaglia [10]
  - Miglior capo elettricista: Kristian De Martiis per Vermiglio[10]
  - Miglior attrezzista di scena: Italo Maurizi per Iddu - L'ultimo padrino[10]
- Premio "Robert Bresson" (Fondazione ente dello spettacolo e Rivista del cinematografo): Marco Bellocchio[10]
- Premio SIGNIS: Io sono ancora qui (Ainda estou aqui), regia di Walter Salles[10]
- Premio di critica sociale "Sorriso Diverso Venezia Award": 
  - Miglior film italiano: Vermiglio, regia di Maura Delpero
  - Miglior film straniero: Mon Inséparable, regia di Anne-Sophie Bailly[10]
- Premio Soundtrack Stars (SNGCI): Hildur Guðnadóttir per Joker: Folie à Deux e Colapesce per Iddu - L'ultimo padrino
  - Premio dell'anno: Margherita Vicario per Gloria! [10]
- Premio UNIMED (Unione delle Università del Mediterraneo):
  - Premio per la diversità culturale: The Brutalist, regia di Brady Corbet[10]

### Premi alla carriera
- Leone d'oro alla carriera: Peter Weir[12] e Sigourney Weaver[13]